# 斎藤恵理 (気象予報士)
斎藤 恵理（さいとう えり、6月6日 - ）は、ウェザーマップ所属の気象予報士。

## 来歴・人物
茨城県出身。血液型はO型。東北学院大学法学部法律学科卒業。
趣味は料理、スポーツ観戦。

## 出演番組

### テレビ
- TXNニュース（テレビ東京、日曜日 17:20〜17:30）
- あすのワンポイント天気 （ジュピターテレコム（J:COM）、木曜日 17:55〜21:00）
- あすのパーフェクト天気 （ジュピターテレコム、木曜日 21:00〜24:00）
- 斎藤恵理のこだわりお天気 （ジュピターテレコム、木曜日 24:00〜27:00）
- 午後の天気ゴコロ・ゴゴ天・That's! 天気予報 （e-天気.net、2010年ごろまで）